# Vittuone
Vittuone (AFI: /vitˈtwone/; Vitüòn in dialetto milanese; AFI: /viˈtwüòn/) è un comune italiano di 9 287 abitanti della città metropolitana di Milano in Lombardia. Fa parte dell'hinterland ovest di Milano e del territorio del Magentino.

## Geografia fisica

### Territorio
Il territorio comunale ha forma allungata e confina ad ovest e a sud-ovest con Corbetta, a sud con Cisliano, a est ed a nord-est con Sedriano e infine a nord con Arluno.
Vittuone dista circa 20 chilometri ad ovest dal capoluogo lombardo.

### Geologia e idrografia

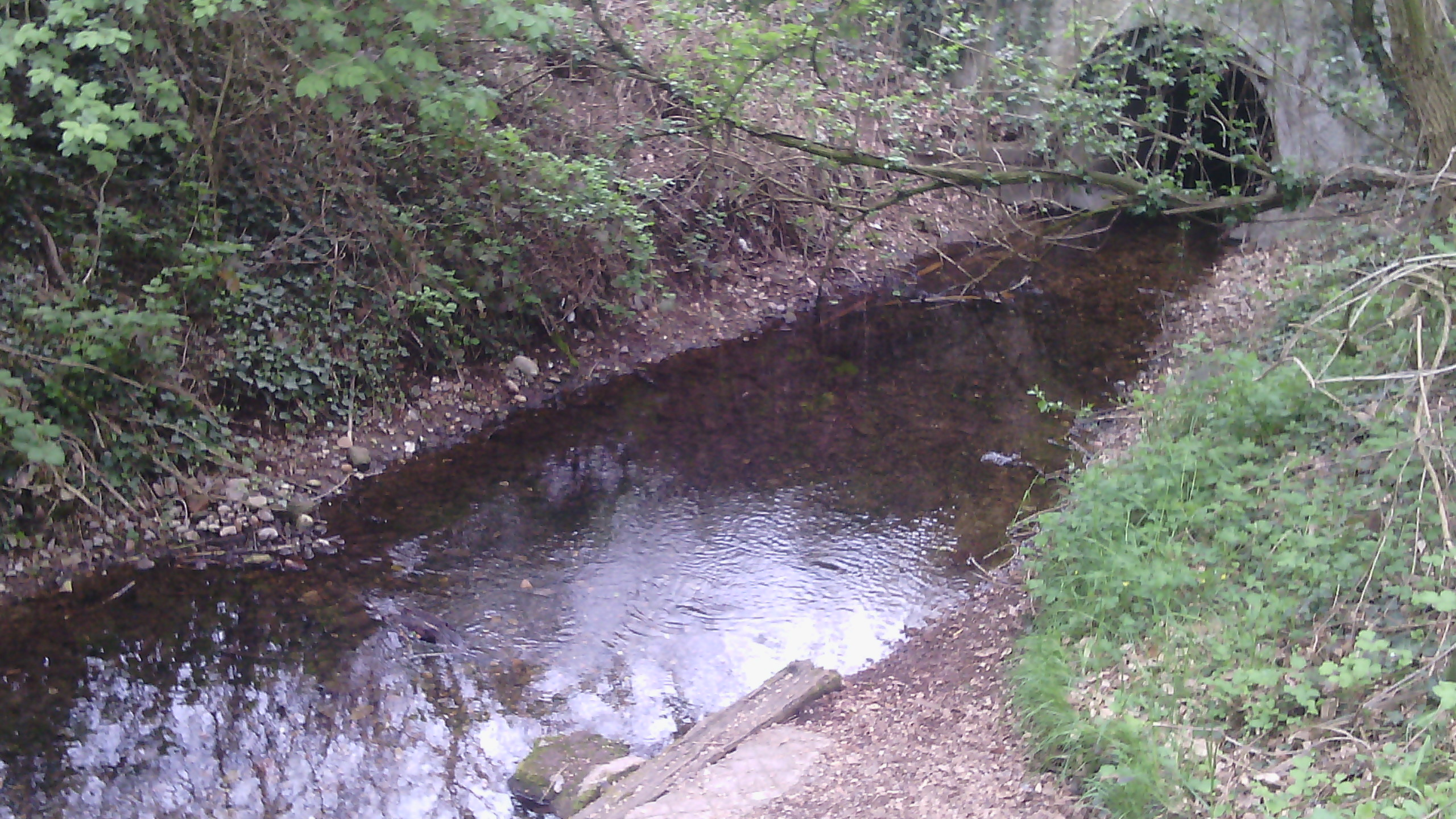
La testa del fontanile Saretta a Vittuone

Morfologicamente, il territorio di Vittuone è caratterizzato dall'ambiente pianeggiante tipico della pianura padana, prevalentemente adatto a boschi o coltivazioni. L'altitudine è compresa tra i 135 e i 151 m s.l.m. Generalmente i terreni del comune presentano caratteristiche omogenee nelle loro componenti.
Uno degli aspetti più significativi dell'idrografia di Vittuone come delle zone limitrofe all'abitato sono le risorgive, che un tempo avevano ampia rilevanza economica per l'agricoltura e oggi costituiscono una delle attrazioni principali del Parco Agricolo Sud Milano. Tra i fontanili più rilevanti ricordiamo il fontanile Saretta (luogo presso il quale è stata rinvenuta la salma di Mike Bongiorno dopo il suo trafugamento) a cui la leggenda popolare ha attribuito acque miracolose ed il Tre Teste.
È parte del Parco Agricolo Sud Milano (superficie a parco 284,46 ha).

### Sismologia
Dal punto di vista sismico Vittuone presenta un rischio molto basso ed è stata classificata come il comune zona 4 (bassa sismicità) dalla protezione civile nazionale. Nella sua storia l'abitato ha risentito di tre terremoti di entità superiore a 5,5 ML: quello del 1117 (6,5 ML), quello del 1222 (6 ML) e quello del 1887 (6,3 ML)

### Clima
Il clima di Vittuone è quello continentale, tipico delle pianure settentrionali italiane con inverni freddi e abbastanza rigidi con diverse giornate di gelo, col fenomeno della nebbia; le estati, che risentono di elevate temperature che possono superare i 30 °C, presentano una umidità che può raggiungere l'80% causando quel fenomeno di caldo umido comunemente chiamato "afa". L'umidità non è comunque presente solo d'estate, ma è molto elevata tutto l'anno. I dati provenienti dalla vicina stazione meteorologica di Milano Malpensa, ad ogni modo, indicano, in base alla media trentennale di riferimento (1961-1990) per l'Organizzazione Mondiale della Meteorologia, che la temperatura media del mese più freddo, gennaio, si attesta attorno a -4 °C; quella del mese più caldo, luglio, è appena sopra i +28 °C.
Il comune appartiene alla zona climatica E, 2599 GR/G. Vittuone, come del resto gran parte dei comuni della Pianura Padana, soffre di scarsa ventilazione.
La piovosità si concentra principalmente in autunno e in primavera con un minimo relativo invernale e con una media annua superiore ai 1000 mm, con un minimo relativo invernale.
| VITTUONE                           | Mesi | Mesi   | Mesi   | Mesi   | Mesi  | Mesi  | Mesi  | Mesi   | Mesi   | Mesi  | Mesi  | Mesi  | Stagioni | Stagioni | Stagioni | Stagioni | Anno |
| VITTUONE                           | Gen  | Feb    | Mar    | Apr    | Mag   | Giu   | Lug   | Ago    | Set    | Ott   | Nov   | Dic   | Inv      | Pri      | Est      | Aut      | Anno |
| ---------------------------------- | ---- | ------ | ------ | ------ | ----- | ----- | ----- | ------ | ------ | ----- | ----- | ----- | -------- | -------- | -------- | -------- | ---- |
| T. max. media (°C)                 | 5    | 8      | 13     | 18     | 22    | 26    | 29    | 28     | 24     | 18    | 10    | 5     | 6        | 17,7     | 27,7     | 17,3     | 17,2 |
| T. min. media (°C)                 | −2   | 0      | 3      | 7      | 11    | 15    | 17    | 17     | 14     | 8     | 4     | −1    | −1       | 7        | 16,3     | 8,7      | 7,8  |
| Precipitazioni (mm)                | 64   | 63     | 95     | 82     | 82    | 97    | 65    | 68     | 69     | 100   | 101   | 60    | 187      | 259      | 230      | 270      | 946  |
| Umidità relativa media (%)         | 86   | 78     | 71     | 75     | 72    | 71    | 71    | 72     | 74     | 81    | 85    | 86    | 83,3     | 72,7     | 71,3     | 80       | 76,8 |
| Eliofania assoluta (ore al giorno) | 2    | 3      | 5      | 6      | 7     | 8     | 9     | 8      | 6      | 4     | 2     | 2     | 2,3      | 6        | 8,3      | 4        | 5,2  |
| Vento (direzione-m/s)              | SW 2 | SW 4,6 | SW 4,6 | SW 4,6 | S 4,6 | S 4,6 | S 4,6 | SE 2,0 | SW 2,0 | S 2,0 | S 2,0 | S 2,0 | 2,9      | 4,6      | 3,7      | 2,0      | 3,3  |

## Origini del nome
Il toponimo Vittuone sembrerebbe derivare dalle parole latine Vicus e Todone, ossia "villaggio di Todone" con chiaro riferimento a un importante personaggio locale del periodo longobardo, ricordato in un documento del 793 d.C. ("Codex Diplomaticus Longobardiae"). In un diploma di Enrico III, re di Germania del 1045 si trova la forma ormai mutata di Vicotodone.

## Storia

### L'epoca romana

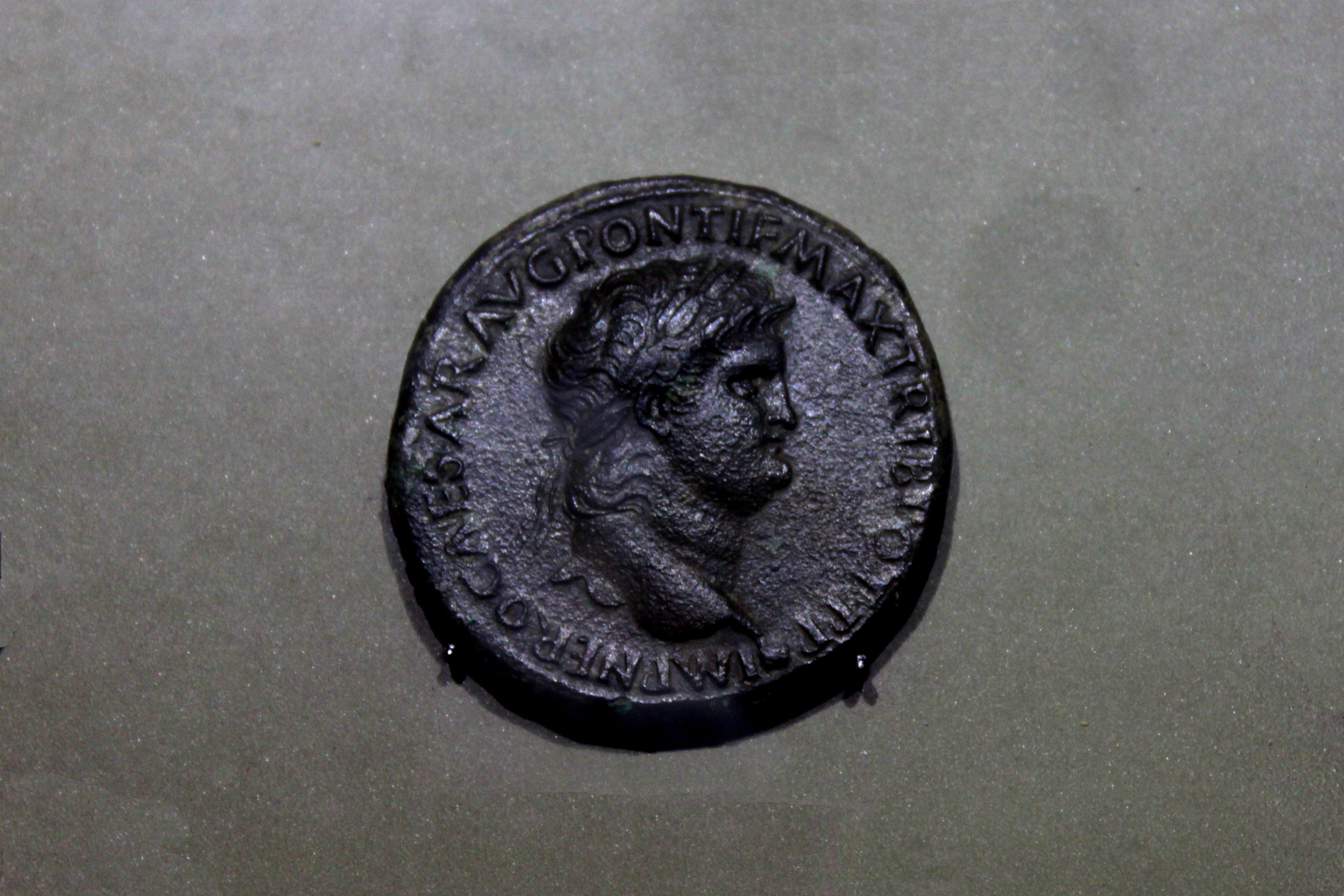
Tra le tombe romane ritrovate a Vittuone dal nobile Giovanni Venini e risalenti al I secolo, alcune contenevano monete riconducibili al regno di Nerone.

Vittuone era un villaggio già esistente in epoca romana e forse di probabili origini gallico - celtiche. Le prime scoperte testimonianti un primordiale insediamento romano risalgono al 1868 quando il nobile Giovanni Venini ritrovò, nel parco della sua villa di campagna sita in centro al paese, alcune ceneri ed ossa provenienti da urne cinerarie, accompagnate da alcuni cimeli in bronzo che vennero studiati poi dall'archeologo Bernardino Biondelli, il quale pure sottopose le ceramiche ad alcuni esperimenti chimici per spiegare le differenze di tinta.
Nel 1902, presso la cascina Resta a sud dell'abitato, vennero ritrovate monete che riportavano effigi del I e del II secolo d.C. e un vaso antropomorfo (1907). Per tale motivo questi ritrovamenti possono far supporre che Vittuone fu un castrum di rinforzo alle legioni del Ticino o più facilmente un vicus (villaggio minore) del pagus della vicina Corbetta.

### Il medioevo
Per quanto riguarda il primo periodo medioevale, l'inesistenza di una ricca documentazione ufficiale non permette ad oggi di tracciare un quadro storico sintetico ben preciso della storia di Vittuone. Di certo si sa che il borgo già nel medioevo doveva godere di una qualche rilevanza locale se Goffredo da Bussero, già sul finire del XIII secolo, cita la presenza nel paese della chiesa di San Martino a Vituono, e dall'archivio della Veneranda Fabbrica del Duomo di Milano si apprende che questa stessa istituzione possedette dei beni nel comune, nel periodo compreso tra il 1347 e il 1486 come prebenda (beneficio parrocchiale) nella Pieve di Corbetta.
Dati storici più precisi si hanno nel 1311 quando un vittuonese fu rettore a Milano e partecipò con Marco Visconti, altri rettori e trecento uomini a cavallo all'attacco della casa dell'arcivescovo Cassono della Torre per intimargli l'esilio. Da una cronaca del procuratore milanese Giacomo Filippo Besta intitolata Fior dei Fiori, apprendiamo che tra i capitani delle porte della città di Milano vi erano alcuni uomini d'arme scelti tra la nobiltà del contado: per la porta Ticinese vi fu tra gli altri Giovanni da Vittuone. Fu probabilmente in quest'epoca che iniziò a farsi strada nei possedimenti terrieri di Vittuone la famiglia De Capitani che nella prima metà del XV secolo ebbe come proprio rappresentante tale Matteo De Capitani che fu protomedico del duca Filippo Maria Visconti dal 1412 sino al 1430.
Nel 1346, Vittuone è indicata tra quelle città incaricate di provvedere la cura della Strada Consolare Vercellina nel proprio tratto di competenza comunale.

### L'età moderna

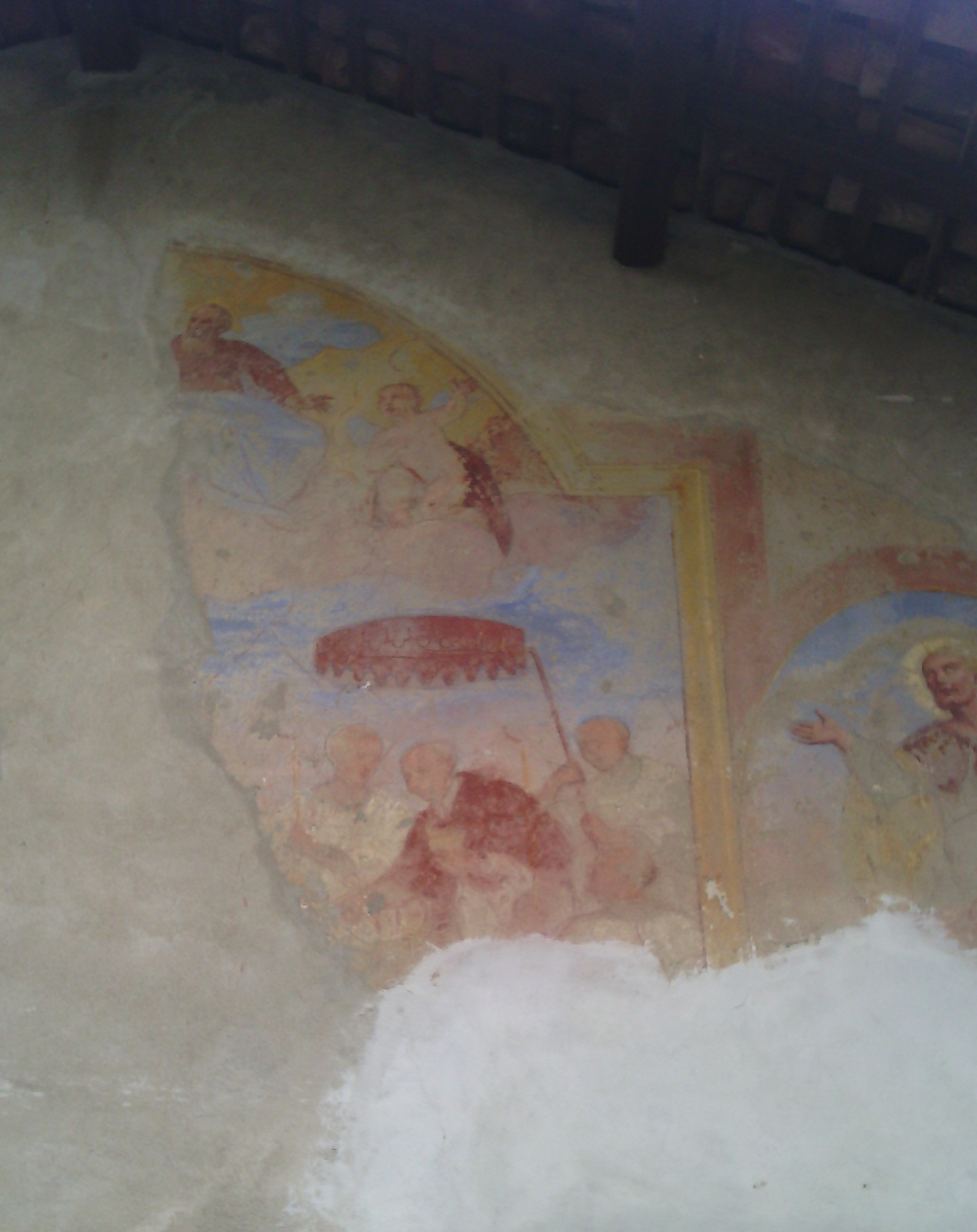
San Carlo Borromeo che comunica gli appestati, affresco presente sulla facciata del Lazzaretto di Vittuone, ridipinto da Rodolfo Gambini nel 1891

Nel XVI secolo il nucleo di Vittuone era particolarmente compatto ed articolato essenzialmente attorno a poche corti, gravitanti a loro volta attorno alle principali ville signorili. Al posto dell'attuale chiesa si trovava l'oratorio intitolato ai santi Nazario e Celso con retrostante giardino, risalente all'epoca rinascimentale e regolarmente officiato, mentre la chiesa parrocchiale sorgeva insolitamente fuori dal paese e legata al complesso della Cascina Parrocchiale (chiamata popolarmente Garàscia, oggi demolita), motivazione spiegabile con la presenza in loco del passaggio della Strada Consolare Vercellina che già dall'epoca romana collegava Milano con Vercelli, passando per Novara. Nei pressi di questa chiesa si trovava inoltre un cimitero, segnalato anche da san Carlo Borromeo in occasione della sua visita pastorale al paese l'8 aprile del 1570.
Durante tutto il Settecento, Vittuone si arricchì come buona parte del contado milanese di edifici di villeggiatura come ville aristocratiche con relative strutture adibite ad uso agricolo. 
Nel 1751, il comune risultava amministrato da tre sindaci (di cui due "aristocratici" e uno rurale eletto all'asta). Il cancelliere risiedeva a Milano e l'esattore delle tasse locale era scelto sempre tramite asta pubblica. All'epoca il comune risultava sottoposto alla giurisdizione del vicariato del Seprio, con sede presso Gallarate. 
Nel 1786 il comune di Vittuone fu inserito nella provincia di Pavia, per poi essere riportato nella provincia di Milano dal 1791. Da segnalare a livello storico la visita, il 24 aprile 1789, dell'arciduca Ferdinando d'Asburgo-Este, governatore del ducato di Milano, che soggiornò nella locale Villa Resta con la moglie, l'arciduchessa Maria Beatrice d'Este, e la figlia Maria Teresa, ed il resto della corte mentre il gruppo era in viaggio verso Novara ove il giorno successivo la giovane arciduchessa sarebbe andata in sposa al duca Vittorio Emanuele di Savoia, futuro re di Sardegna.
Il 20 marzo 1798, dopo la calata di Napoleone in Italia, il comune di Vittuone venne compreso nel distretto di Corbetta, nel dipartimento del Ticino, sotto il quale rimase sino al 15 fruttidoro dell'anno VI (26 settembre successivo) quando venne compreso nel dipartimento dell'Olona, distretto di Sedriano, col quale rimase anche dopo la ripartizione della Repubblica cisalpina voluta dalla legge del 13 maggio 1801.

### L'Ottocento

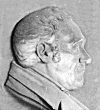
Bassorilievo raffigurante l'architetto milanese Giacomo Moraglia che ricostruì la chiesa parrocchiale vittuonese nel 1848

L'8 giugno 1805, Vittuone, pur compreso nel dipartimento dell'Olona, venne inserito nel distretto II di Pavia, cantone III di Abbiategrasso e venne indicato come comune di III classe, avente 880 abitanti in tutto.
Durante l'epoca napoleonica venne realizzato l'impianto strutturale dell'attuale cimitero, costruito sulla base dell'Editto di Saint-Cloud fuori dai confini cittadini, e allorquando il comune di Vittuone temporaneamente fuso con quello vicino di Sedriano. Alla Restaurazione austriaca si deve invece la costruzione di nuove strade di collegamento con il Piemonte e la realizzazione da parte della Imperial-regia società privilegiata delle strade ferrate lombardo-venete e dell'Italia Centrale della nuova tratta ferroviaria tra Milano e Magenta, inaugurata nel 1858, che segnerà profondamente la futura economia del paese.
Durante l'Ottocento il paese non progredì in grandezza rispetto al passato, ad eccezione di due importanti realizzazioni: la costruzione della cascina appartenuta ai Resta (principale centro agricolo dell'area) e la costruzione nel 1848 dell'attuale chiesa parrocchiale su progetto dell'architetto Giacomo Moraglia al posto del vecchio oratorio rinascimentale. Il precedente luogo di culto cittadino, infatti, si trovava in prossimità del cimitero, presso la Cascina Parrocchiale cioè in una zona piuttosto periferica del paese e per questo motivo si decise di edificare la nuova costruzione più in centro.
Dai rilievi catastali comprendiamo inoltre come si sia mantenuta particolarmente attiva anche l'agricoltura, mantenendo una sostanziale eterogeneità dei coltivati a dispetto di quanto andava diffondendosi nell'area, ovvero della monocoltura specializzata del granoturco. Nel corso del XIX secolo ebbe larga importanza nell'economia locale anche la filanda istituita dalla famiglia Venini presso la propria abitazione che fornì diversi posti di lavoro alla popolazione vittuonese.
L'inaugurazione dell'ultimo tratto della ferrovia Milano-Novara completato nel maggio del 1859, permise dalla seconda metà dell'Ottocento un incremento delle comunicazioni con i principali centri produttivi dell'area della provincia di Milano, oltre al fatto che questa presenza rivalutò notevolmente il ruolo del paese. Con l'unità d'Italia il comune di Vittuone passò dalla provincia di Pavia a quella di Milano.

### Il Novecento

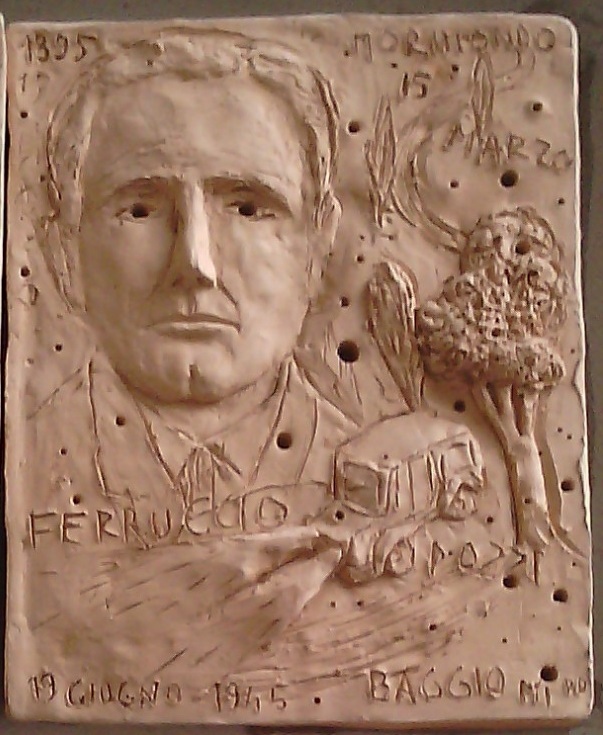
Ritratto del primo sindaco del C.L.N., Ferruccio Pozzi, caduto dopo il 25 aprile e commemorato in una formella del bassorilievo di Giuseppe Deodato dedicato agli eroi vittuonesi della Liberazione

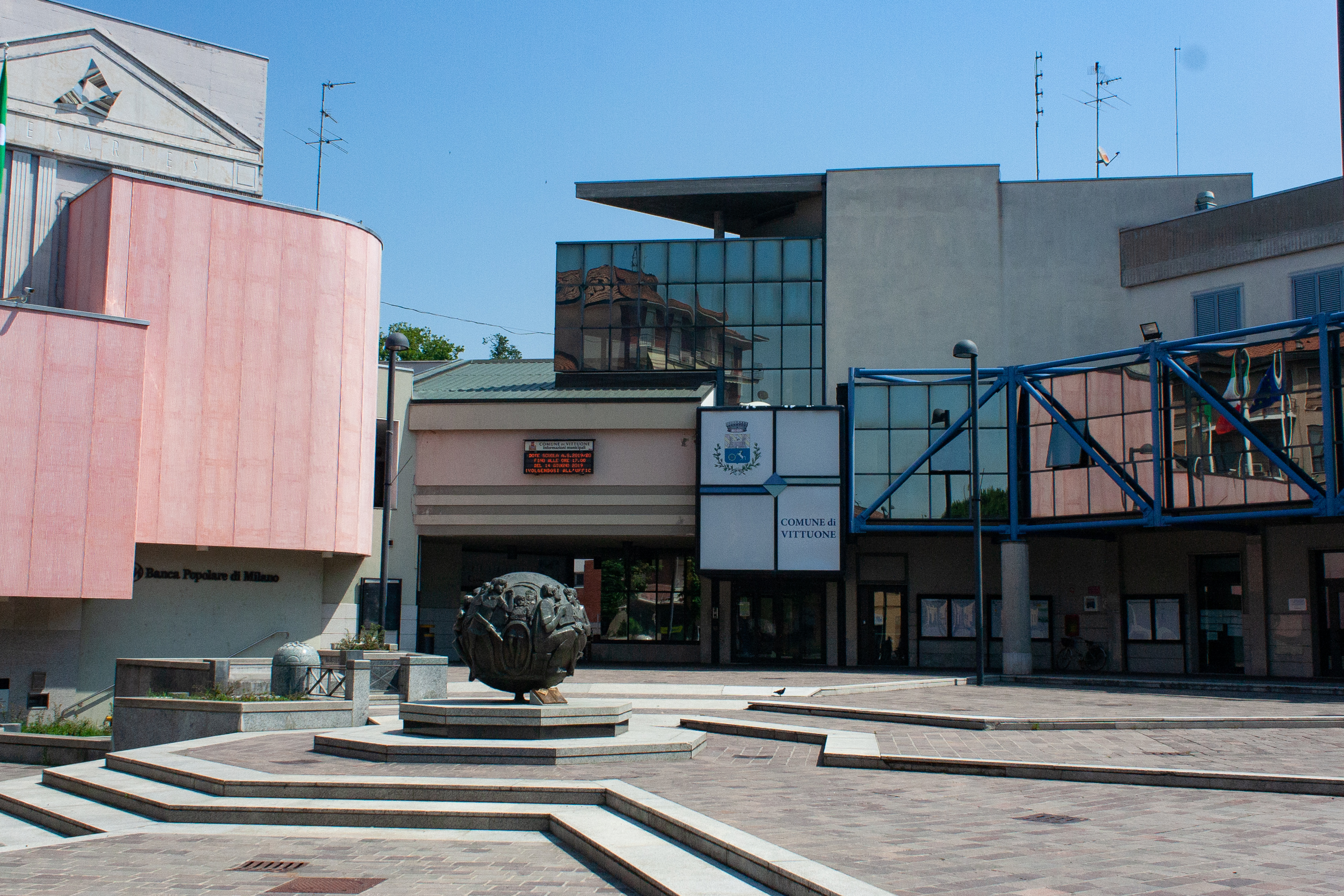
Piazza Italia a Vittuone col moderno palazzo comunale e una scultura del vittuonese Carlo Chiodini

Il Novecento segna la rinascita economica di Vittuone con l'apertura delle prime grandi industrie, nate dalla presenza in paese di numerosi lavoratori, favoriti dalla vicinanza della tratta ferroviaria Milano-Torino. Tra le rappresentanze di maggior rilievo ricordiamo in questo periodo la fondazione degli stabilimenti locali della Tecnomasio Italiano Brown Boveri e della Manifattura Tosi.
Nel 1900 venne costruito il primo asilo infantile del borgo ancora oggi esistente, intitolato al nobile Giovanni Venini, suo fondatore grazie ad un lascito testamentario alla comunità di Vittuone.
Durante la Grande Guerra, Vittuone ebbe in tutto 60 caduti, commemorati da un monumento posto al termine del viale delle rimembranze davanti al cimitero locale e dalla cappella dei caduti del medesimo luogo.
Al 1937 risale la costruzione della scuola elementare del paese, ancora oggi attiva. Durante gli anni della seconda guerra mondiale, il paese fu oggetto di interessi militari locali per la presenza della stazione ferroviaria e di numerosi agglomerati industriali favorirono alcune operazioni militari, oltre che per via dell'intensa attività partigiana del C.L.N. in tutta l'area del magentino. Fu in questo periodo che ebbe luogo la fucilazione del sindaco dell'epoca, Ferruccio Pozzi, che venne ucciso da un commando fascista il 20 giugno 1945 a Baggio perché accusato di connivenza col gruppo di azione partigiana del figlio Giampiero, già ucciso l'anno precedente. Vittuone vanta anche due Internati Militari Italiani durante il secondo conflitto, nelle persone di Carlo Carnaghi e Pasquale Riva Negli anni della guerra, Vittuone fu uno dei paesi del magentino che risentì maggiormente del fenomeno degli sfollati di guerra provenienti in gran parte da Milano e dalle aree circonvicine; tra gli sfollati più illustri che soggiornarono in paese si ricorda il professor Giulio Natta, futuro premio Nobel, che qui trasferì parte del proprio laboratorio scientifico dopo la chiusura del Politecnico di Milano.
Alcuni interventi urbanistici iniziati nel secondo dopoguerra e negli anni del boom economico, hanno cancellato alcuni retaggi urbanistici del centro storico del paese, come ad esempio un complesso di abitazioni ottocentesche affacciate su Piazza Italia, la principale della cittadina, sostituite negli anni '80 dal moderno palazzo comunale e dal vicino teatro comunale "Tresartes". Negli anni tra il 2000 ed il 2010 il territorio comunale si è espanso notevolmente nel suo costruito, raggiungendo l'urbanizzazione di circa l'80% delle aree non coperte da vincoli e con un significativo aumento della popolazione. Parallelamente è stata avviata la costituzione del cosiddetto "Bosco del Bacìn", un'area boschiva di 220.000 metri quadrati posta nella parte nord orientale del paese che funge da polmone verde per la città.

### Simboli
Stemma
La descrizione araldica dello stemma è la seguente:
Lo stemma di Vittuone è la risultante di quelli delle singole casate che in Vittuone hanno lasciato la loro impronta. Nel 1920 il comune realizzò il suo emblema che venne concesso con regio decreto l'8 aprile 1939 e trascritto nei registri della Consulta Araldica il 7 marzo 1940. In esso comparivano i simboli di quelle che furono considerate le principali famiglie; la ruota venne ripresa dallo stemma dei conti Resta, il castello sormontato dalla colomba venne desunto da quello della famiglia Annoni, le fasce trasversali oro e rosso dallo stemma dei Venini, mentre il cavallo è arma parlante della famiglia Destrieri. Quest'ultima famiglia, di certo, non fu una famiglia nobile o degna di rilievo in paese tanto da meritarsi una posizione nell'emblema di Vittuone, avendo contribuito al benessere cittadino unicamente con lasciti di poco conto alla parrocchia. Nello stemma comunale non ritroviamo invece accenno alcuno alla famiglia Salazar, di origine spagnola, che grande importanza ha invece rivestito nei secoli passati nella vita del paese, né della famiglia Arrigoni che pure possedette beni in Vittuone. Un tempo era presente il Capo del Littorio (decaduto ope legis) che ricordava la concessione dello stemma comunale avvenuta durante il periodo fascista.
Gonfalone
La descrizione araldica del gonfalone è la seguente:

## Monumenti e luoghi d'interesse

### Architetture religiose

#### Chiesa parrocchiale dell'Annunciazione di Maria Vergine

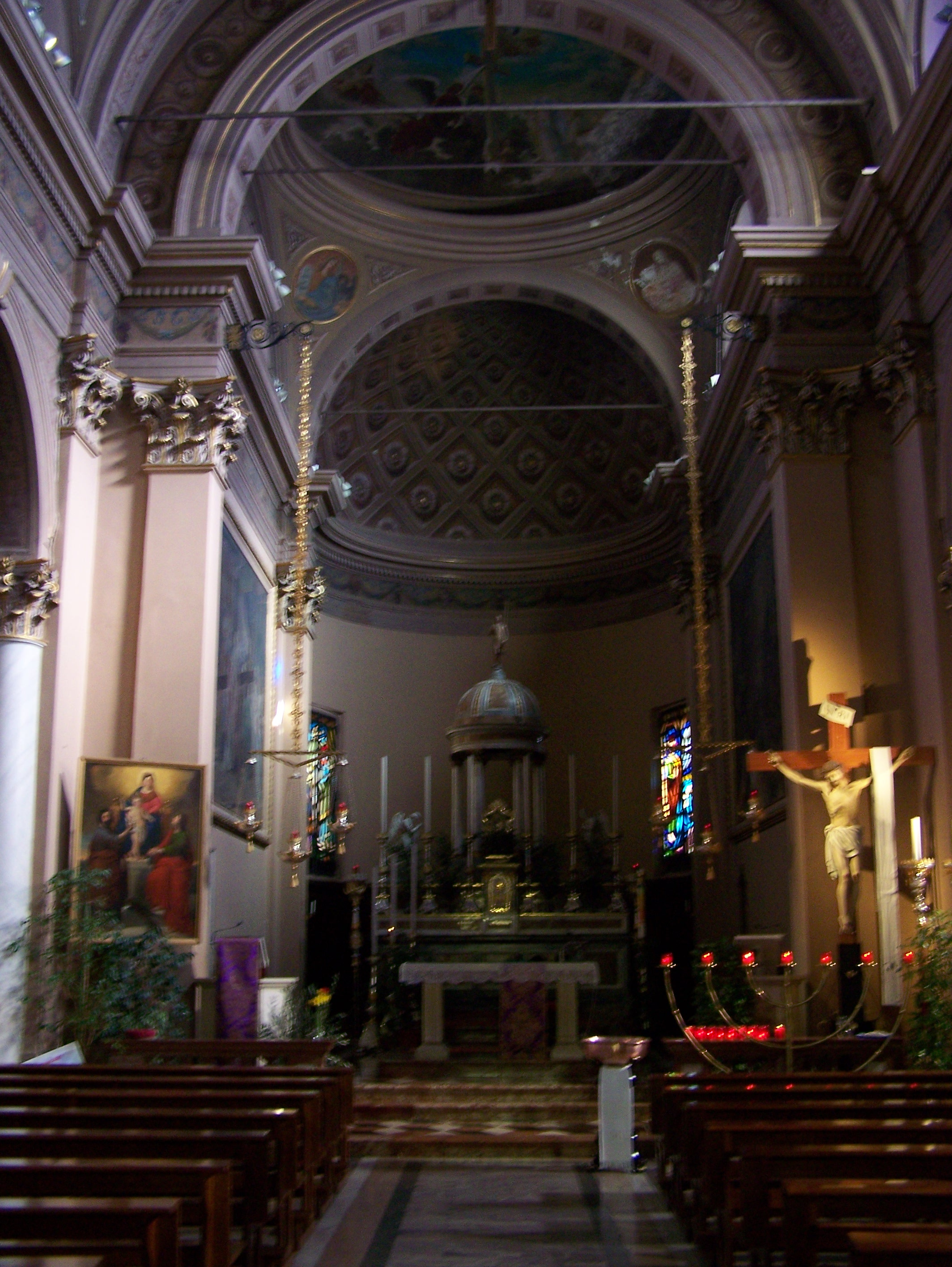
Interno della chiesa parrocchiale all'Annunciazione di Maria Vergine a Vittuone

La chiesa parrocchiale, intitolata all'Annunciazione di Maria Vergine, venne costruita nel 1848, su progetto dell'architetto Giacomo Moraglia, in sostituzione della vecchia chiesa di Santa Maria che sorgeva fuori dal paese accanto alla cascina parrocchiale e che era troppo piccola per le esigenze dei fedeli.
Il luogo prescelto per la nuova struttura si trovava invece in pieno centro cittadino, sull'area dell'antico oratorio dei Santi Nazaro e Celso, benedetto il 7 novembre 1490. Il patronato dello stabile era della famiglia De Capitani, per poi passare ai Cantoni ed infine nel 1732 al conte Giuseppe Resta. L'oratorio, secondo quanto riportato dalle cronache, appariva all'epoca molto decadente e si decise pertanto di demolire tale struttura e di costruirvi appunto sopra il nuovo tempio, avendo il Resta ceduto il patronato dello stabile alla parrocchia, a condizione però che nella nuova chiesa da costruirsi vi fosse una cappella dedicata ai due santi (clausola che poi non venne rispettata). I lavori iniziarono nel 1847 e la nuova chiesa venne benedetta già nell'autunno del 1848. Nello stesso anni fu avviata l'edificazione del campanile, alto 38 metri, completato nel 1860 con l'arrivo delle campane, sostituite nel 1949 con sei nuove tonalità in Si2 calante; nel 1891 vennero effettuate la tinteggiatura, gli abbellimenti e le decorazioni interne alla chiesa.

#### Chiesa della Sacra Famiglia
La chiesa della Sacra Famiglia venne costruita a Vittuone tra la fine dell'Ottocento e l'inizio del Novecento come cappella dell'omonimo oratorio, in stile neoromanico.
La struttura, di ridotte dimensioni, è contraddistinta da una facciata a capanna mista in mattoni a vista e pietre calcaree a creare un gioco di toni chiaroscuri che accompagnano le due alte monofore laterali ed il rosone centrale.
Il portone è sovrastato da una lunetta porticata. La chiesa ha la particolarità di essere compresa all'interno del complesso dell'oratorio stesso, ma di avere il retro gittante su via Cesare Battisti, da dove l'accesso è consentito al complesso attraverso un piccolo cancello (oggi perlopiù chiuso). Internamente la chiesa ha una struttura ad un'unica navata con tetto a capriate lignee, sovrastato da un piccolo campanile in mattoni a vista terminante a cuspide e dotato del concerto di una sola campana.
Alla chiesa è associata come protettrice anche la Madonna di Lourdes alla quale, di fianco alla chiesa, è stata dedicato un piccolo giardino sacro costituito da una grotta e da un laghetto artificiale sottostante con pesci rossi, realizzato nella prima metà del Novecento grazie al contributo del parroco don Giovanni Sironi e recentemente restaurato.

#### Cappella della Madonna del Salvatore

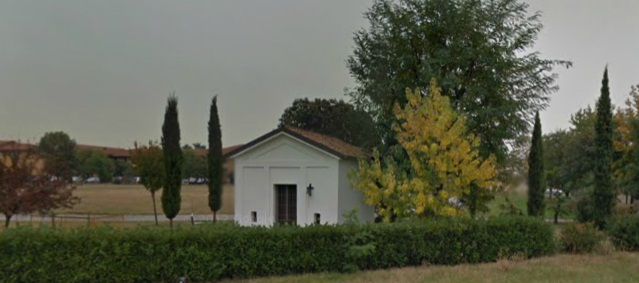
La Cappella della Madonna del Salvatore

Eretta per commemorare un'epidemia di colera abbattutasi sul paese nel XV secolo, venne quasi completamente riedificata alla fine del XVII secolo.
La struttura, attualmente, si presenta molto semplice, con facciata e tetto a capanna rifinita con lesenature che evidenziano i tratti portanti e decorano al tempo stesso il frontale della cappelletta.
Il portale è in legno, completato da una pesante grata di ferro di protezione, ai lati della quale si trovano due piccole finestrelle che, secondo la tradizione post-conciliare voluta da San Carlo Borromeo, dovevano consentire anche ai fedeli non comunicati di assistere ai divini offici.
Sui fianchi della chiesa, si trovano due piccole finestrelle, poste in corrispondenza dell'altare, che consentono di dare luce all'interno della chiesa.
Rilevante è l'abside della cappella, che è visibile dall'esterno in una struttura semicirolare decorata con lesene ad arco che ne evidenziano le linee aggraziate.
All'interno si trovano alcune tracce di affreschi risalenti al XVI secolo.
Un tempo la chiesa era posta fuori dal centro abitato, lontano anche dalle ultime case del paese, mentre oggi, con l'espansione del comune, la chiesa si trova non solo inglobata nel complesso cittadino, ma può essere ammirata dalla vicina ex Strada Statale 11 e dal trafficatissimo svincolo che conduce ad Arluno ed all'Autostrada A4.

#### Cappella di Santa Maria del Lazzaretto

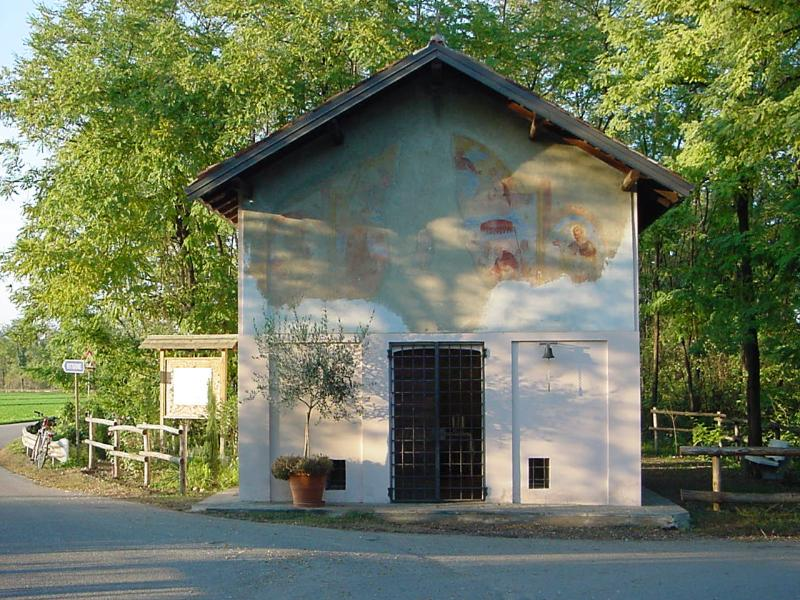
La Cappella di Santa Maria del Lazzaretto a Vittuone

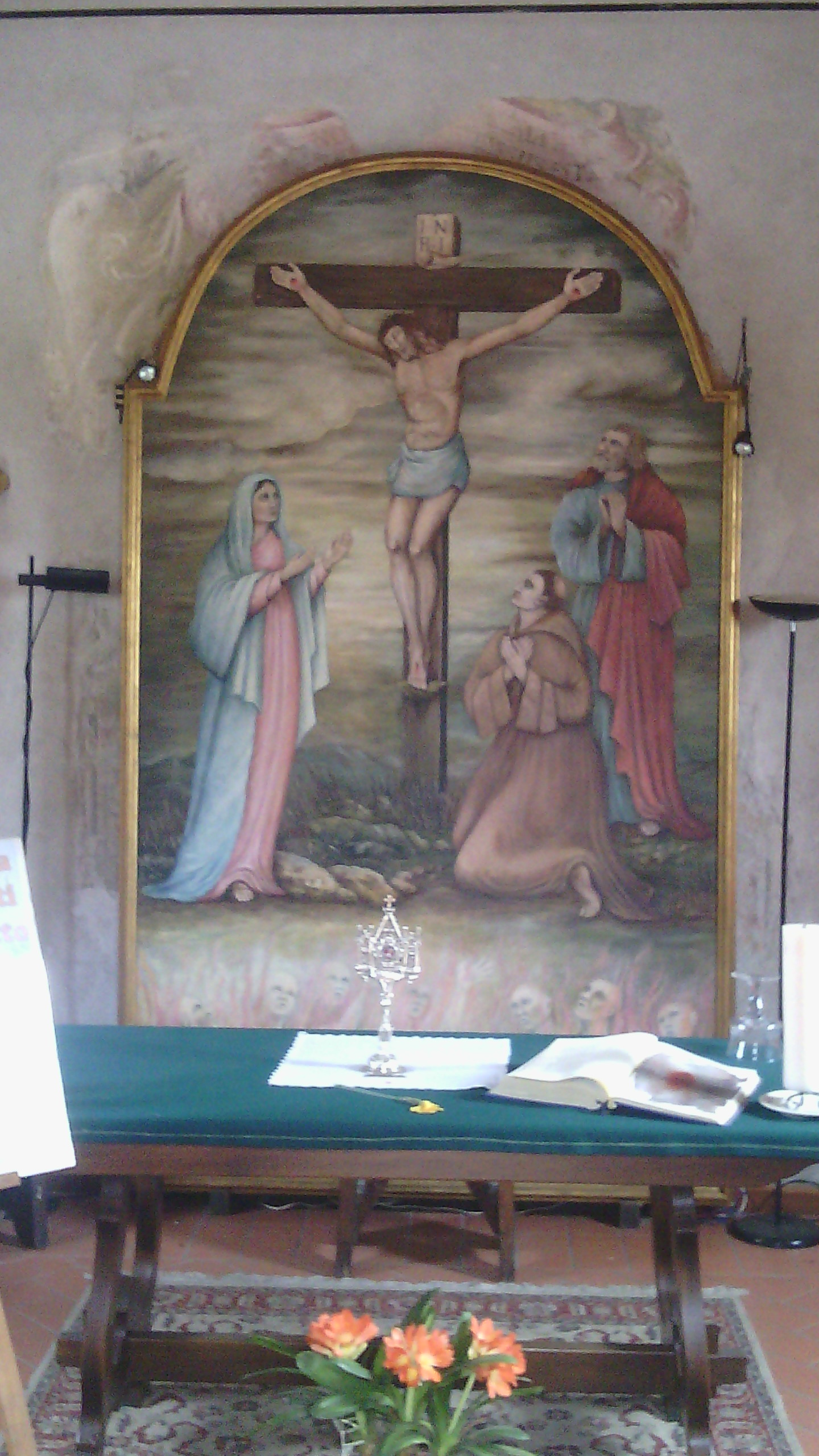
L'interno della cappella del Lazzaretto

Eretta nel XVII secolo ed utilizzata durante la peste del 1630 come ricovero fuori paese dei malati contagiosi e ancora oggi si trova in un'area periferica del paese, immersa nel verde del Parco Agricolo Sud di Milano.
La cappella ad aula unica, esternamente è contraddistinta da una tipica struttura a capanna, con portale in legno e grata di ferro, completato sui fianchi da due finestrelle quadrangolari poste quasi a terra.
Sulla facciata si trova un affresco raffigurante San Carlo Borromeo che comunica un appestato prima che questi salga in cielo al cospetto di Dio, assistito in questo da altri santi tra cui si può riconoscere, sulla destra, San Rocco (patrono degli appestati) sulla sinistra molto deteriorato, il martirio di San Sebastiano. L'opera risalirebbe al XVII secolo, ma data la sua posizione esposta agli agenti atmosferici conobbe diversi rifacimenti, tra cui uno consistente datato al 1891 ed eseguito ad opera di Rodolfo Gambini (maestro di Paolo Bellegotti, famoso pittore arlunese che ne curò in seguito i restauri e realizzò alcuni decori nella Collegiata di San Vittore a Corbetta, oltre a dipingere nuovamente a Vittuone presso la cascina Marzorata). Malgrado questi accorgimenti, oggi si è persa buona parte degli affreschi presenti esternamente alla struttura. Internamente la chiesa si presenta con un arredamento essenziale ed un quadro votivo raffigurante il salvataggio delle anime della peste.
La cappella è divenuta recentemente un forte luogo di devozione popolare ed è giunta addirittura alla curiosità dei media nazionali nel 2011 grazie al ritrovamento in loco della salma di Mike Bongiorno, trafugata dalla precedente sepoltura presso il cimitero di Dagnente (NO).

#### Cappella dei Caduti

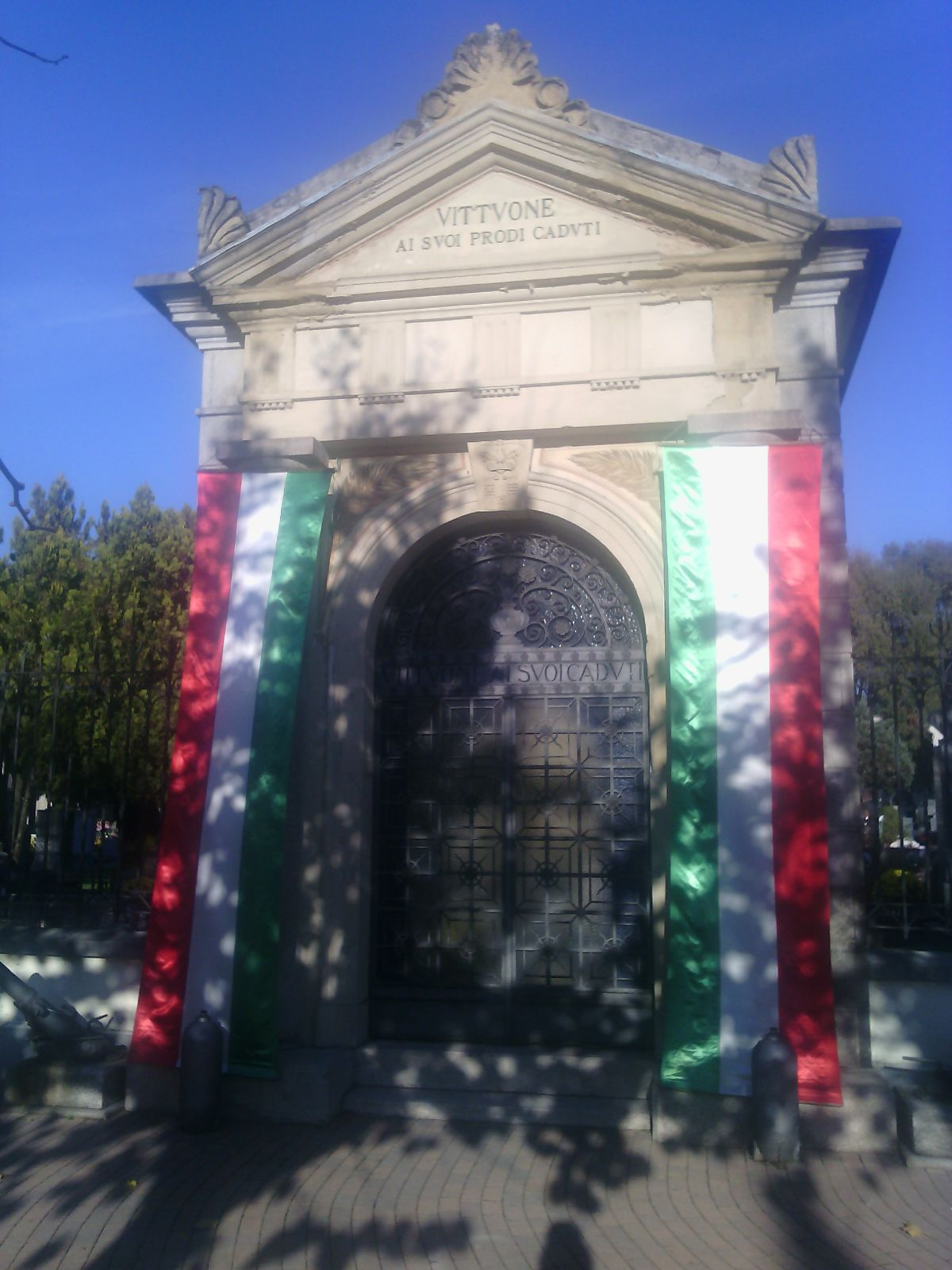
La Cappella dei Caduti presso il cimitero vittuonese, parata a festa per le annuali celebrazioni del 4 novembre.

La cappella commemorativa dei caduti delle guerre mondiali, si trova nei pressi del cimitero di Vittuone, a ridosso della cinta, gittante sul viale alberato che conduce all'ingresso principale del camposanto.
La struttura, costruita originariamente come cappella per la nobile famiglia dei conti Resta, venne in seguito donata alla parrocchia, che nel 1928 l'adibì alla commemorazione dei defunti caduti in guerra, venendo completata dopo il 1945 con l'aggiunta delle lapidi in commemorazione dei soldati della Seconda guerra mondiale e con le due bombe ed i cannoni decorativi che ancora oggi si trovano a fianco dell'ingresso.
La struttura si presenta di piccole dimensioni, con portale ad arco, decorato con due colonne a lesena, architravate e decorate in stile neoclassico. Eclettico è il frontone, che riecheggia di stile greco con l'aggiunta di conchiglie e valve agli estremi del timpano.
La cappella è, come si è detto, accessibile dalla strada, senza dover entrare nel camposanto, ma è per la maggior parte dell'anno chiusa al pubblico. La struttura è posta lungo il viale delle rimembranze dove sono presenti delle croci metalliche in ricordo dei caduti delle due guerre, strada che culmina nel monumento ai caduti posto all'estremità opposta del camposanto, a destra dell'ingresso.

#### Cappella di San Luigi Gonzaga
La cappella (o come viene definita più propriamente eremo) di San Luigi Gonzaga è il luogo di raccoglimento e preghiera dell'oratorio omonimo nel complesso del quale si trova inserita. La struttura è accessibile dal cortile interno di Villa Annoni-Cicogna-Rossi e sorge probabilmente dove un tempo si trovava l'area rurale e delle scuderie dell'abitazione.
La struttura interna è semplice, ad un'unica navata, sovrastata da un bellissimo soffitto cassettonato seicentesco originale. Costituita negli anni '70, la cappella è stata recentemente restaurata con l'aggiunta di un affresco all'altare.

#### Oratorio di San Francesco (non più esistente)
Anticamente esisteva a Vittuone anche un oratorio privato dedicato a San Francesco d'Assisi ed inserito all'interno del complesso di Villa Resta. Esso risaliva nelle sue forme al Settecento come il contesto architettonico in cui era inserito e sorgeva nell'ala laterale destra della villa e, per la sua posizione, era utilizzato prevalentemente come cappella privata dalla famiglia Resta, anche se godeva di un accesso pubblico che poteva essere utilizzato dai massari alle dipendenze degli aristocratici.
Quando la famiglia Moroni subentrò alla famiglia Resta, diede l'oratorio in uso alla parrocchia ma ne mantenne difatti la proprietà e la libertà di deciderne le sorti. La cappella venne sconsacrata definitivamente negli anni '50 del Novecento in quanto la struttura era ormai cadente ed insicura anche per l'officiatura della messa e quando le ali laterali esterne della villa erano state privatizzate. Da questo oratorio vennero però recuperate le due acquasantiere che oggi si trovano all'ingresso della chiesa parrocchiale di Vittuone, oltre alle due campane che si trovavano sul piccolo campanile della cappella che sono andate ad aggiungersi al complesso campanario della parrocchia.

### Architetture civili

#### Villa Resta Mari

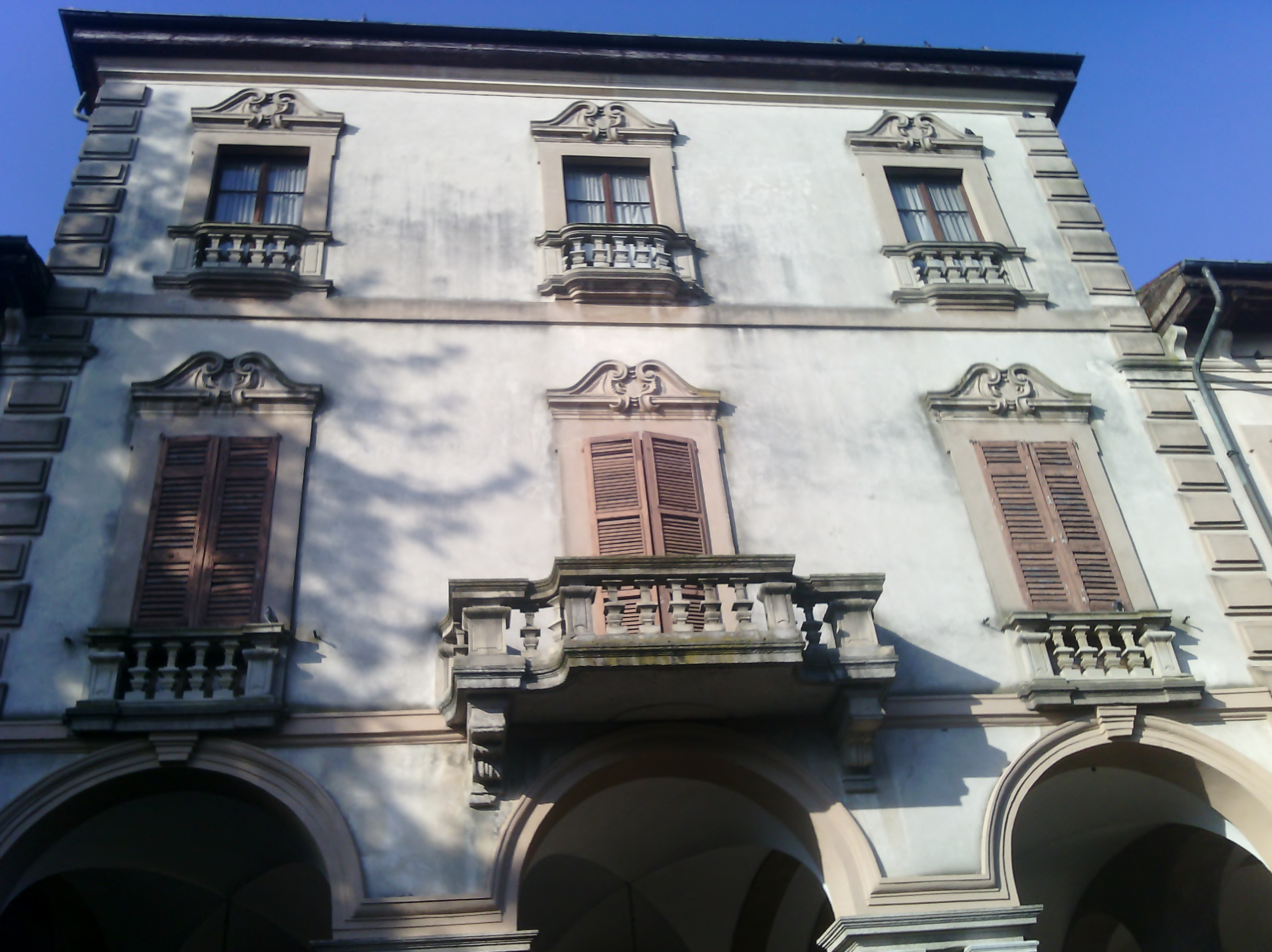
Villa Resta, il fronte sul cortile d'onore

Villa Resta venne eretta alla fine del XVII secolo da un architetto rimasto ignoto che si avvalse di un progetto redatto probabilmente da Francesco Maria Richini. Il committente dell'opera fu il conte Carlo Resta, feudatario di Vialba e Villapizzone che, una volta completata la struttura, la utilizzò come casa di villeggiatura per sé e per la propria famiglia. Vittuone ospitava la famiglia Resta già dal 1643. La villa ospitò l'arciduca Ferdinando d'Asburgo-Este, governatore del ducato di Milano, con la moglie l'arciduchessa Maria Beatrice d'Este, la figlia Maria Teresa ed il resto della corte mentre il gruppo era in viaggio a Novara ove il giorno successivo la giovane arciduchessa sarebbe andata in sposa al duca Vittorio Emanuele di Savoia, futuro re di Sardegna. Tra i presenti si trovava anche l'arciduca Pietro Leopoldo che l'anno successivo, alla morte del fratello maggiore Giuseppe II, divenne imperatore col nome di Leopoldo II.

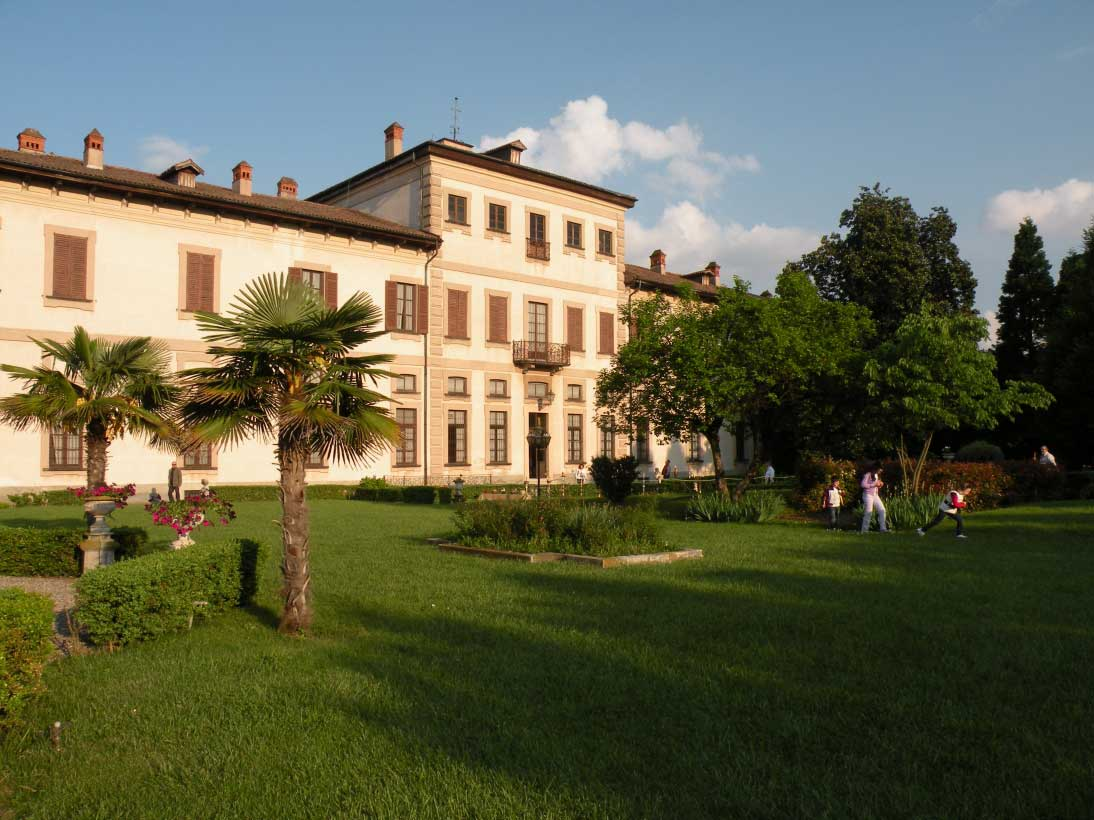
Villa Resta dal fronte verso il giardino

Ai beni dei Resta, per matrimonio all'inizio dell'Ottocento, si aggiunsero anche quelli dei marchesi Olevano Confalonieri che ingrandirono il potenziale di ricchezza della famiglia che andò a sua volta a rispecchiarsi in una nuova fase di evoluzione della villa. Morto senza eredi il conte Giuseppe Resta, figlio di Carlo, nel 1872, questi nominò sue eredi le sorelle Camilla e Giulia. A quest'ultima, maritata Moroni, spettarono le proprietà di Vittuone con l'annessa villa. I Moroni non risiedettero alla villa che purtroppo attraversò in quest'epoca un periodo di trascuratezza. Il figlio di Giulia decise di vendere la proprietà all'industriale Carlo Sormani che però acquistò solo l'ala padronale, frazionando così il complesso e lasciando ai Resta-Moroni le due ali laterali d'ingresso e l'oratorio della villa che venne dato in uso alla parrocchia. Dai Sormani, la villa passò alla famiglia industriale vittuonese dei Bodini che successivamente la vendette nel 1973 alla famiglia Mari.
La villa comprende un portico a colonne binate e uno scalone di rappresentanza che conduce ai piani superiori dove alcune stanze sono affrescate con dipinti di scuola tiepolesca. La facciata è caratterizzata da un corpo centrale che si snoda in due ali laterali molto lunghe che formano la vicina piazza Resta. Sul retro si trova un parco.
L'edificio comprendeva una serie di complessi rurali e l'abitazione del massaro presso via Cavour, ove era presente un piccolo giardino.

#### Villa Venini

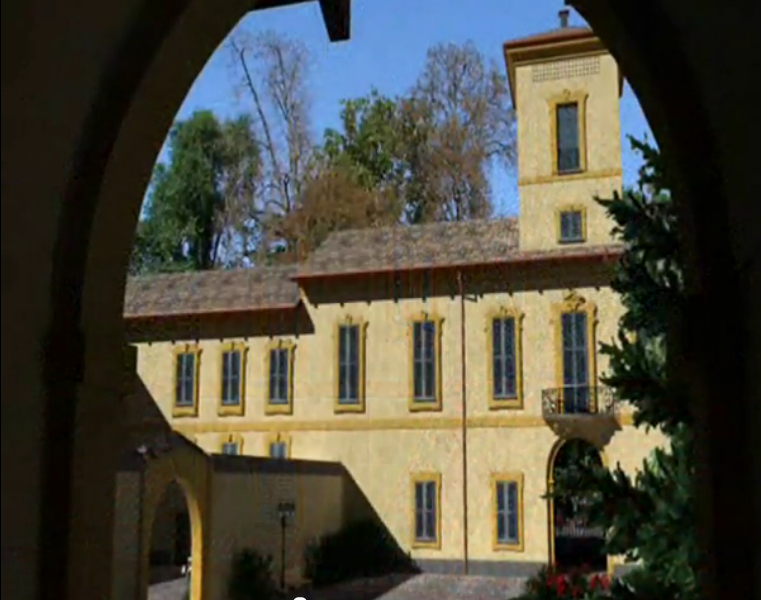
Uno scorcio di Villa Venini dal cortile d'onore. Si noti la caratteristica torretta piccionaia

Denominata per esteso Villa Resta Venini Salazar, la struttura risale al tardo Seicento e si qualifica come la residenza nobiliare più antica di Vittuone. Essa ha infatti addirittura una presumibile origine conventuale (pare essere stata sede dell'ordine dei Benedettini). A conferma di ciò la splendida ringhiera in ferro battuto dello scalone di rappresentanza con elementi dell'araldica ecclesiastica: una spada, un cappello pretalizio ed una mazza priorale. L'aspetto attuale, seppur degradato, è frutto dei rifacimenti ottocenteschi, periodo in cui fu costruita la filanda in prolungamento dell'ala est dell'edificio.
La casa venne costruita appunto alla fine del XVII secolo dalla famiglia Resta che successivamente la passò in eredità ai Salazar, casata trasferitasi della Spagna a Milano al seguito delle armate spagnole di Filippo II. Il complesso venne venduto nel 1827 dal conte Lorenzo Salazar ad Antonio Venini, unitamente a tutti i terreni e le case coloniche proprietà dei Salazar.

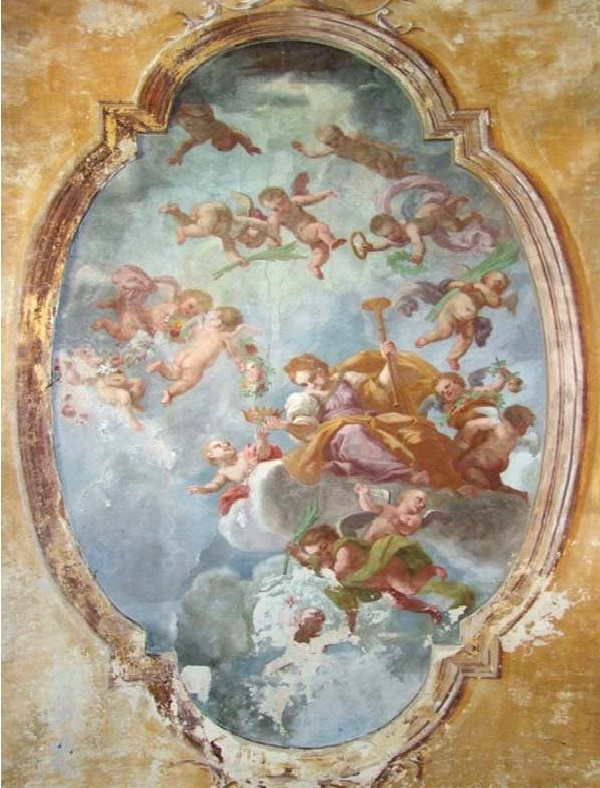
Uno degli affreschi delle stanze interne di Villa Venini

La villa consta di 124 ambienti, fra abitazioni e rustici, fra i quali una grande corte rustica laterale al complesso, chiusa da un grande portone prospiciente la piazza antistante la villa, un arsenale ed una scuderia capace di dodici posti per cavalli. Tra gli ambienti più caratteristici si distingue una ghiacciaia rivestita di cotto, una lavanderia, dei granai e una classica serra per gli agrumi stagionali.
Come azienda agricola, il complesso possedeva anche due grandi torchi da vino, l'uno posto nella cantina e l'altro in un locale al piano terreno, ed una filanda, il tutto ad uso esclusivo dei proprietari che in questo modo avviarono una fiorente attività.
Entrando nel cortile d'onore si passa all'edificio padronale dove si possono ammirare splendide sale come una adibita al gioco del biliardo. Un grande atrio fungeva da tramite tra la corte ed il giardino e la lastricatura era realizzata in cotto, con una volta sostenuta da colonne di granito con capitelli.
Qui si trova ancora oggi uno scalone affrescato che conduce al piano nobile, il quale terminava con una scaletta in legno che consentiva di raggiungere una torretta belvedere che aveva un tempo la funzione di piccionaia.
Dall'atrio si accede quindi al giardino grande, cinto da muri, il quale ha sempre mantenuto la medesima dimensione ma senza presentare questo impianto romantico che risale all'Ottocento, terminante in un cancello di ferro battuto.
La villa dispone anche di un piccolo oratorio realizzato, nei particolari della pavimentazione, della volta e dell'altare, interamente in cotto e legno.
Il complesso conserva lo splendido parco ancora caratterizzato da numerose varietà arboree secolari e una discreta presenza faunistica come picchi, cardellini e pavoni.

#### Villa Annoni Cicogna Rossi
Costruita nel XVIII secolo, la villa Annoni Cicogna Rossi occupa ancora oggi l'ala occidentale di una corte che si affaccia sulla strada conducente ad Arluno. Essa venne fatta costruire dalla famiglia Annoni che ne rimase proprietaria sino all'anno 1900 quando, per legato testamentario, il conte Aldo, non avendo avuto eredi, nominò suo erede universale il cugino conte Gian Piero Cicogna. Questi, dopo la sua morte, lasciò erede delle sue proprietà in Vittuone la moglie, la quale procedette a vendere lo stabile a Vittorio Rossi, commerciante nato a Vittuone ma residente a Milano che sfruttò per breve tempo l'abitazione come propria residenza di villeggiatura. Alla morte del Rossi, la figlia Ada decise di frazionare il complesso della villa e l'ala padronale della residenza venne acquistata negli anni '50 del Novecento dall'allora parroco don Carlo Biaggi, che vi istituì l'oratorio maschile che ancora oggi vi ha sede.
Il complesso, di modeste dimensioni, è ispirato nelle sue forme a Villa Resta di Vittuone, con la facciata verso il parco che ricalca fedelmente il progetto del Richini, al contrario di quella principale sulla via, uniformata alle case coloniche dell'area e di scarso stile. All'interno, interessante è il portico trabeato con soffitti a cassettoni ben conservati ed ancora decorati con motivi ornamentali e floreali risalenti al XVIII secolo che si affaccia sulla corte nobile, caratterizzata quest'ultima da un grazioso pozzo e da un'ammirevole balaustra in ferro battuto. La villa era un tempo dotata di un ampio giardino con statue andato perduto nel corso del Novecento; rimane a testimonianza della sua grandiosità il bellissimo cancello che delimitava la proprietà verso ovest.

### La Crocetta

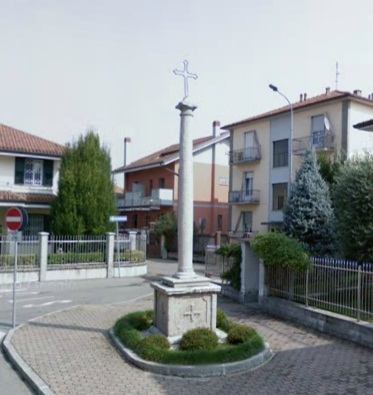
La Cruséta in memoria della peste del 1630

Detta popolarmente Crusèta, essa consiste in un monumento eretto con tutta probabilità nella prima metà del XVII secolo per commemorare la fine della peste manzoniana, in un'area un tempo periferica al paese e oggi molto centrale.
La struttura si presenta come una colonna di granito di circa cinque metri di altezza, sormontata da una croce in ferro battuto, il tutto poggiante sopra un basamento (anch'esso di granito) di forma quadrangolare decorato con croci lobate scolpite sui quattro lati.
Si ha ragione di credere che in questo luogo (o meglio nella vicina via XXIV Maggio) si trovasse un tempo anche una piccola chiesa, dedicata a San Pietro e citata dal cronista medievale Goffredo da Bussero, dal momento che la colonna stessa viene anche indicata in alcune cronache antiche come "di San Pietro". Di questa chiesa ad ogni modo non si sono trovate tracce archeologiche consistenti, dal momento che essa risulta abbattuta già in epoche remote, forse anche prima della costruzione della Crocetta stessa.

### Cimitero
Il cimitero di Vittuone venne eretto nella posizione attuale nel XIX secolo in adempimento all'Editto di Saint Cloud di Napoleone che volle che i cimiteri venissero costruiti al di fuori dei centri abitati per evitare l'insorgere di epidemie.
L'antico cimitero di Vittuone si trovava comunque posto già all'esterno del paese, nei pressi dell'antica chiesa parrocchiale presso la Cascina Garascia (oggi demolita), ma quando anche la parrocchia venne spostata al centro del paese nel 1848 con la costruzione del nuovo tempio sacro, il sito perse definitivamente di importanza e anche le ultime tombe rimaste vennero trasferite a breve distanza nel nuovo cimitero.

## Società

### Evoluzione demografica
La popolazione di Vittuone nei secoli precedenti all'unità d'Italia, ha presentato valori in crescita: al 1720 gli abitanti erano 640, perlopiù concentrati presso il centro cittadino ed in alcune sparute cascine nelle campagne circostanti. Nel 1755 la popolazione risulta però salita a 992 abitanti, scesi a 892 nel censimento del 1771. In epoca napoleonica, nel 1805, gli abitanti risultano essere 880 in totale, passati poi a 1047 nel 1820 e 1425 nel 1853.
Abitanti censiti

### Etnie e minoranze straniere
Al 1º gennaio 2022 risiedevano a Vittuone 1 158 cittadini stranieri, ovvero il 12,5% della popolazione totale, il dato più alto nel rapporto residenti / popolazione straniera tra i comuni del magentino. Le nazionalità più rappresentate erano:
1. Albania, 208
2. Romania, 180
3. Perù, 129
4. Ecuador, 118
5. Pakistan, 85
6. Egitto, 58
7. Cina, 41
8. Ucraina, 39
9. Bulgaria, 36
10. Marocco, 31

Nei dati ufficiali non sono considerati gli stranieri irregolari. Secondo i dati dell'ultimo censimento (2011) la popolazione straniera di Vittuone è aumentata dell'1,1% rispetto al censimento precedente.

### Lingue e dialetti
Nel Comune è relativamente diffuso il dialetto milanese, mentre è molto presente il dialetto vittuonese che differisce dal primo in più punti. Come tutti i dialetti lombardi occidentali, anche il vittuonese è assimilabile al vicino dialetto corbettese ed è sostanzialmente una lingua romanza derivata dal latino.

### Religione

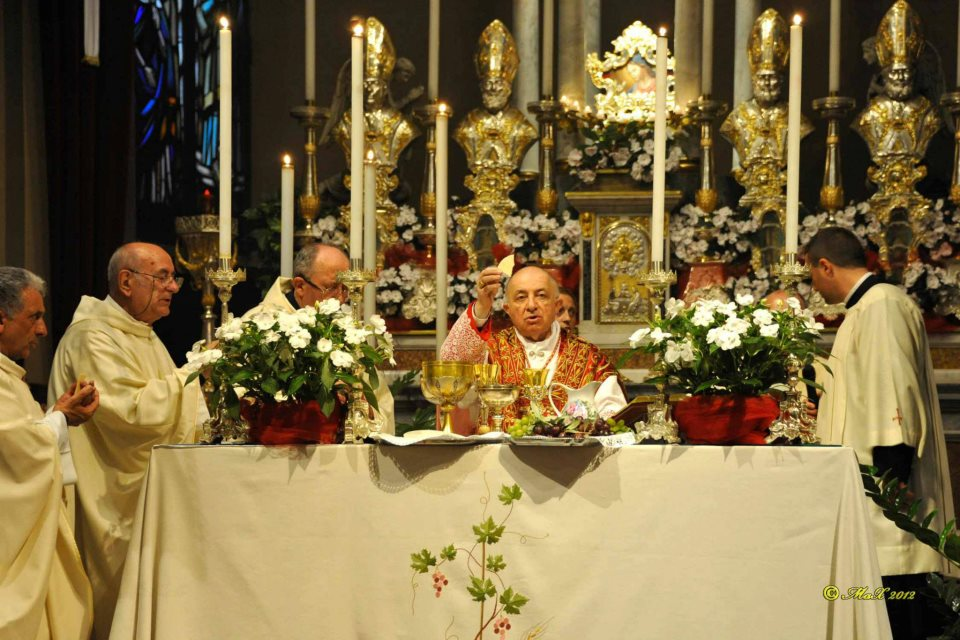
Il cardinal Tettamanzi, a Vittuone nel maggio 2012 durante le celebrazioni per la festa patronale della Santa Croce.

La maggioranza della popolazione è cattolica. L'immigrazione di cittadini comunitari ed extra-comunitari, ha portato all'insediamento di minoranze di musulmani e ortodossi.
Nel Comune è presente una parrocchia cattolica appartenente all'arcidiocesi di Milano, legata sino al 1972 alla Pieve di Corbetta.

## Cultura

### Eventi
- Prima o seconda domenica di maggio (se cade dopo il terzo giorno del mese): Festa della Santa Croce - fiera popolare e consegna dell'"Ordine della Santa Croce" ai benemeriti della parrocchia.

### Istruzione
Il comune conta un asilo nido privato, tre scuole materne di cui una privata, due scuole elementari, una scuola media. Vi ha sede inoltre l'Istituto di Istruzione Superiore Statale "E. Alessandrini", comprendente il Liceo Scientifico-Tecnologico e l'Istituto Tecnico Industriale.

### Teatro

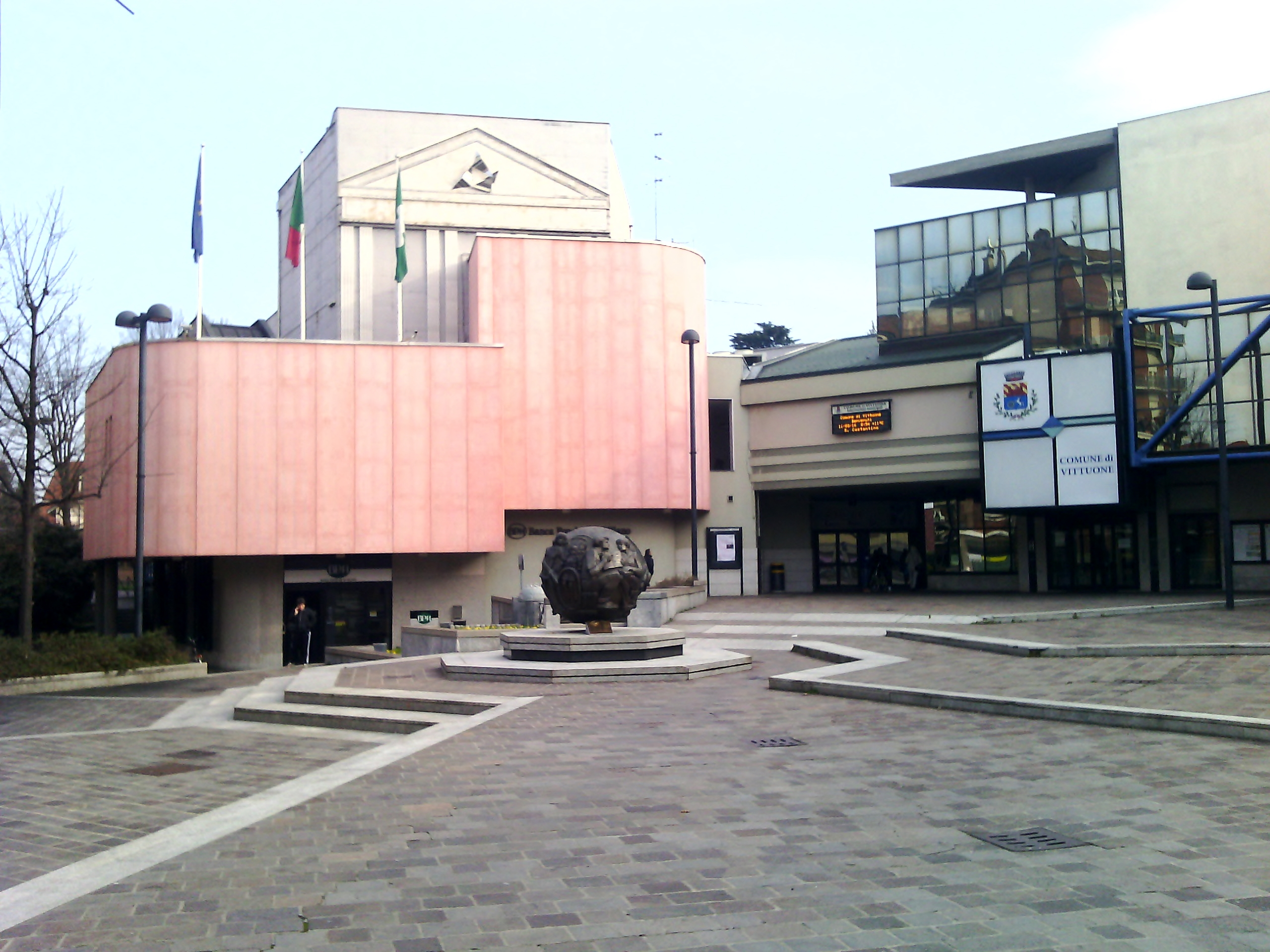
Piazza Italia col moderno palazzo comunale (a destra) ed il teatro comunale Tresartes

Vittuone dispone di una struttura teatrale costituita dal teatro "Tresartes", costruito sulla piazza principale negli anni '80. A livello di compagnie teatrali, a Vittuone ha sede la Compagnia Teatrale Vittuonese, fondata nel 1973, e costituita da attori dilettanti che ha al proprio attivo oltre 20 spettacoli e 140 repliche. Col tempo la compagnia si è impegnata nella conservazione del patrimonio dialettale locale attraverso la traduzione in vittuonese di opere note e commedie come ad esempio alcuni spettacoli del teatro goldoniano.

### Musica
Ad accompagnare celebrazioni pubbliche e processioni religiose, si affianca spesso il Corpo Musicale "Giuseppe Verdi", costituito nel 1897.

## Economia
A Vittuone nel 2021 risultava occupato il 92,1% dei residenti in età lavorativa.
Sul territorio del comune di Vittuone sono presenti 147 attività industriali e agricole con 1.637 addetti pari al 53,35 % della forza lavoro occupata, 195 attività di servizio con 963 addetti pari al 31,38 % della forza lavoro occupata, 158 attività commerciali con 468 addetti pari al 15,25 % della forza lavoro occupata. Complessivamente risultano occupate 3.068 persone, pari al 40,76 % del numero complessivo di abitanti del comune.
Nel comune è ancora abbastanza presente l'agricoltura con coltivazioni di cereali (in particolare frumento e riso) e foraggi per il bestiame, favorite in particolare dalla presenza delle risorgive che consentono di irrigare adeguatamente il terreno e di molte cascine sparse sul territorio. Una parte della popolazione è occupata nel settore della zootecnia, soprattutto bovina.
La principale risorsa economica rimane ad ogni modo l'industria con la presenza di numerose officine metalmeccaniche, fabbriche di motori, di giocattoli e per la lavorazione delle materie plastiche, oltre a imprese edili e per la costruzione di mobili. Attiva è anche l'industria dei trasporti. Tra le industrie di maggior peso sul territorio comunale ricordiamo la Tecnomasio Italiano Brown Boveri (oggi ABB) che ha una sede a Vittuone e la Tessitura Tosi che ha posseduto a Vittuone uno stabilimento oggi chiuso. Tra le aziende storiche di produzione citiamo la tessitura nastri Bodini, Officine Patria (pezzi metallici per biciclette), il salumificio Majerna, la Veto (componenti di elettronica) e la Cogne (acciaieria).
| Tipologia               | Numero di addetti | % sulla popolazione lavoratrice | Numero di aziende |
| ----------------------- | ----------------- | ------------------------------- | ----------------- |
| Industrie e agricoltura | 1.637             | 53,35%                          | 147               |
| Servizi                 | 963               | 31,38%                          | 195               |
| Commerciali             | 468               | 15,25%                          | 158               |

## Infrastrutture e trasporti

### Strade
Vittuone è interessata dalla ex strada statale 11 Padana Superiore, e dalla Strada provinciale 34.

### Ferrovie e tranvie

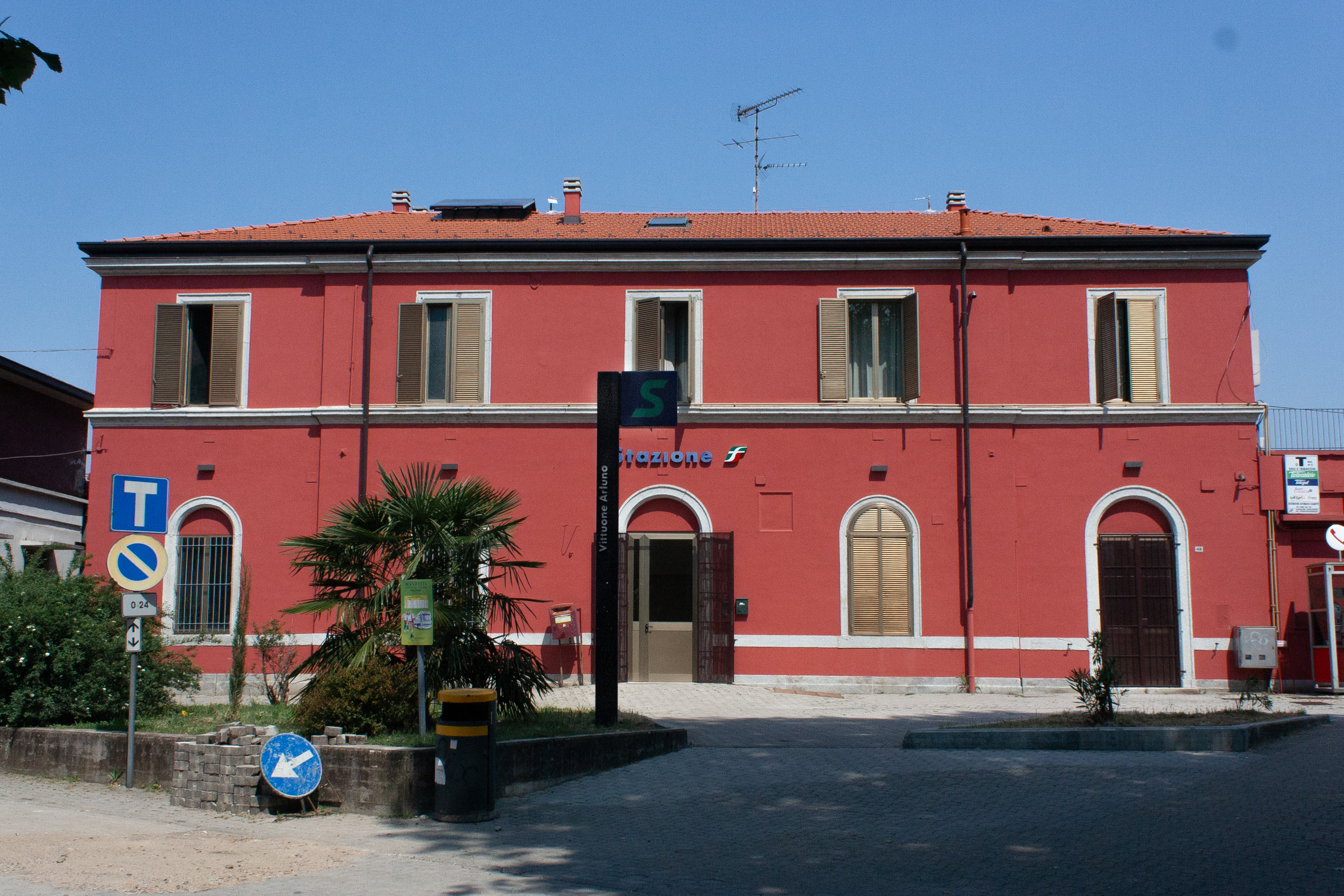
La stazione di Vittuone-Arluno

La fermata ferroviaria di Vittuone-Arluno si trova nel territorio comunale di Vittuone, a nord del centro abitato; posta sulla linea Torino–Milano, è servita dai treni della linea S6 (Novara–Treviglio) del servizio ferroviario suburbano di Milano.
Dal 1879 al 1957 Vittuone fu servita anche dalla tranvia interurbana a vapore Milano-Castano Primo, nota come "Gamba de legn", poi sostituita da un servizio di autobus gestito inizialmente da ATM.

### Mobilità urbana
I trasporti interurbani del comune vengono svolti con autoservizi gestiti da Movibus e STAV.

## Amministrazione
| Periodo           | Periodo           | Primo cittadino                  | Partito                                                                                 | Carica                               | Note                     |
| ----------------- | ----------------- | -------------------------------- | --------------------------------------------------------------------------------------- | ------------------------------------ | ------------------------ |
| 1863              | 1871              | Gabriel Messina salvador         | Destra storica                                                                          | Sindaco                              |                          |
| 1871              | 1882              | Giovanni Venini                  | Destra storica                                                                          | Sindaco                              |                          |
| 1883              | 1914              | Annibale Scotti                  | Destra storica                                                                          | Sindaco                              |                          |
| 1915              | 1920              | Carlo Roma                       | Destra storica                                                                          | Sindaco                              |                          |
| 1920              | 1924              | Erminio Milani                   | Partito Socialista Italiano                                                             | Sindaco                              |                          |
| 1924              | 1924              | Giovanni Cairo                   | -                                                                                       | Commissario straordinario            |                          |
| 1925              | 1931              | Dante Cottone                    | Partito Nazionale Fascista                                                              | Commissario prefettizio, poi podestà | Generale dell'Esercito   |
| 1931              | 1931              | Modestino Gialanella             | -                                                                                       | Commissario prefettizio              |                          |
| 1932              | 1937              | Dante Cottone                    | Partito Nazionale Fascista                                                              | Podestà                              | Generale dell'Esercito   |
| 1937              | 1938              | Umberto Majerna                  | -                                                                                       | Commissario prefettizio              |                          |
| 1938              | 1943              | Giovanni Scotti                  | Partito Nazionale Fascista                                                              | Podestà                              |                          |
| 1943              | 1944              | Gioacchino Perotta               | -                                                                                       | Commissario prefettizio              |                          |
| 1944              | 1945              | Manfredo Spennacchio             | Partito Nazionale Fascista                                                              | Podestà                              |                          |
| 1945              | 1945              | Ferruccio Pozzi                  | Indipendente                                                                            | Sindaco                              | Ucciso il 20 giugno 1945 |
| 1945              | 1951              | Angelo Fumagalli                 | Partito Socialista Italiano                                                             | Sindaco                              |                          |
| 1951              | 1955              | Pasquale Ghidoli                 | Democrazia Cristiana                                                                    | Sindaco                              |                          |
| 1955              | 1970              | Roberto Bianchi                  | Democrazia Cristiana                                                                    | Sindaco                              |                          |
| 1970              | 1975              | Teresio Milani                   | Democrazia Cristiana                                                                    | Sindaco                              |                          |
| 1975              | 1988              | Giuseppe Baglio                  | Partito Comunista Italiano                                                              | Sindaco                              |                          |
| 1988              | 1989              | Alberto Adria                    | -                                                                                       | Commissario prefettizio              |                          |
| 1989              | 1989              | Alberto Adria                    | -                                                                                       | Commissario straordinario            |                          |
| 1989              | 1998              | Giuseppe Baglio                  | Partito Comunista Italiano/ Partito Democratico della Sinistra/ Democratici di Sinistra | Sindaco                              |                          |
| 1998              | 2007              | Carlo Portaluppi                 | Lista civica di centro-destra                                                           | Sindaco                              |                          |
| 2007              | 7 maggio 2012     | Enzo Maria Tenti                 | Coalizione di centro-destra                                                             | Sindaco                              |                          |
| 7 maggio 2012     | 2 dicembre 2015   | Fabrizio Bagini                  | Coalizione di centro-sinistra                                                           | Sindaco                              |                          |
| 2 dicembre 2015   | 6 giugno 2016     | Lidia Andreotti                  | -                                                                                       | Commissario prefettizio              |                          |
| 6 giugno 2016     | 6 maggio 2020     | Stefano Zancanaro                | Lega Nord                                                                               | Sindaco                              |                          |
| 6 maggio 2020     | 22 settembre 2020 | Attilio Maria Gabriele Carnabuci | -                                                                                       | Commissario prefettizio              |                          |
| 22 settembre 2020 | in carica         | Laura Bonfadini                  | Coalizione di centro-sinistra                                                           | Sindaco                              |                          |

## Sport
Nel comune sono presenti numerose società sportive, tra cui la società di calcio A.C. Vittuone (1946) che ha disputato campionati dilettantistici regionali e la Polisportiva Oratoriana Vittuonese (1964). Nel territorio comunale di Vittuone è presente un campo sportivo con gradinate per gli spettatori dedicato a "Sandro Pertini"; attrezzato per il calcio e l'atletica, è il luogo dove è solito allenarsi Alessio Rimoldi. 
Il comune di Vittuone dispone inoltre di una piscina, inaugurata nel 2011 e attualmente chiusa, dedicata a Mike Bongiorno in ricordo dell'amore per lo sport del noto conduttore la cui salma è stata trafugata e ritrovata nel territorio comunale di Vittuone.